# 李蕩
李荡（？—303年），西晋氐族首领李特次子，母亲罗氏生他之前，梦见两条彩虹自门升向天空，一条彩虹中途折断。罗氏曾说自己的两个儿子如果有一个死在前面，那么另一个一定能大贵。
302年，李特自称为大将军、益州牧，都督梁、益二州诸军事，李荡为镇军将军。303年，李特战败被杀，其弟李流接管他的部众。李荡和三弟李雄成了李流的臂膀。晋将罗尚派遣督护常深据守毗桥，李流率李荡、李雄克攻深栅，常深士卒逃散。李流追至成都，罗尚闭城门坚守，李荡驰马追击，不小心触到倚矛受伤致死。李雄后来称帝建立成汉，以李荡的儿子李班为太子，並追封李蕩為廣漢公，諡號壯文。李班后来继位为帝。

## 家庭

### 兄弟
- 李雄，李蕩幼弟，成漢武帝。

### 妻妾
- 罗氏，生李班

### 子女
- 李琀，嫡长子
- 李稚，第二子
- 李都
- 李班，成漢哀帝
- 李玝